# Крех великий
Крех великий (Mergus merganser) — водоплавний птах. Один з 7-ми видів роду; один з 3-х видів роду у фауні України. В Україні гніздовий, перелітний, зимуючий вид.

## Морфологічні ознаки
Качка середнього розміру — маса тіла 1,1—1,5 кг, довжина тіла 60—65 см, розмах крил 82—96 см. У дорослого самця в шлюбному вбранні голова чорна, з зеленим металічним полиском; на потилиці короткий «чуб»; спина чорна; поперек і надхвістя сірі; шия, воло, боки та низ тулуба кремово-рожеві; покривні пера другорядних махових і «дзеркальце» білі; першорядні махові і їх покривні пера чорно-бурі; хвіст темно-сірий; дзьоб і ноги червоні. Дорослий самець у позашлюбному оперенні подібний до дорослої самки, але зберігає білі покривні пера верху крил. У дорослої самки голова і верх шиї каштаново-бурі; горло біле; спина, більша частина покривних пер верху крил і боки тулуба бурувато-сірі; спина більша частина покривних пер верху крил і боки тулуба бурувато-сірі; низ білий. Молодий птах подібний до дорослої самки

## Поширення

### Гніздовий ареал
Голарктичний вид, область поширення — смуга лісотундри та північного бореального лісу західної та східної півкуль. В Євразії поширений переважно на схід від північної Данії та Скандинавії, однак невеликі популяції відмічені в Альпах, Великій Британії та Ісландії. На півночі зустрічається до межі деревної рослинності: на Кольському півострові та Європейській частині Росії до 67° пн. ш., на Ямалі до 69° пн. ш., на Єнісеї до 68° пн. ш., в басейні Лени до 64° пн. ш., на схід до Колимського хребта до 64-ї паралелі, до північних районів Чукотки. На Американському континенті гніздиться смугою з заходу на схід, на північ від південної Аляски до Квебека і Ньюфаундленда.
Південна межа гніздового ареалу в Європі проходить в північній Данії, центральних районах Польщі та Білорусі, Псковській області, в Західному Сибіру до 55° пн. ш., на схід до озера Зайсан, Алтая, північних районів Монголії, південної частини басейна Амура, північно-східного Китаю та південної межі гірського масиву Сіхоте-Алінь. У Північній Америці гніздиться на південь до Північної Мексики на західному узбережжі та північно-східних штатів США на східному.

### Міграції та місця зимівель
Перелітний або частково перелітний вид. Північні популяції в зимовий час мігрують у помірні широти. Так, птахи, що гніздяться в Скандинавії та приполярному північному заході Росії більшою частиною переміщуються в райони поблизу узбережжя Балтійського та Північного морів, у меншій кількості на водойми Центральної та Південної Європи. Відносно невеликі скупчення зимуючих птахів відмічені в прибережних районах Чорного та Каспійського морів, а також в Середній Азії. На Далекому Сході місця зимівель існують в Японії, Кореї та прибережних районах Китаю.

### Поширення в Україні
В Україні гніздиться в Північно-Західному Поліссі, випадки гніздування спостерігалися на Закарпатті. У періоди міграцій трапляється скрізь. Регулярно зимує біля морського узбережжя та на водоймах у глибині суходолу.

## Підвиди

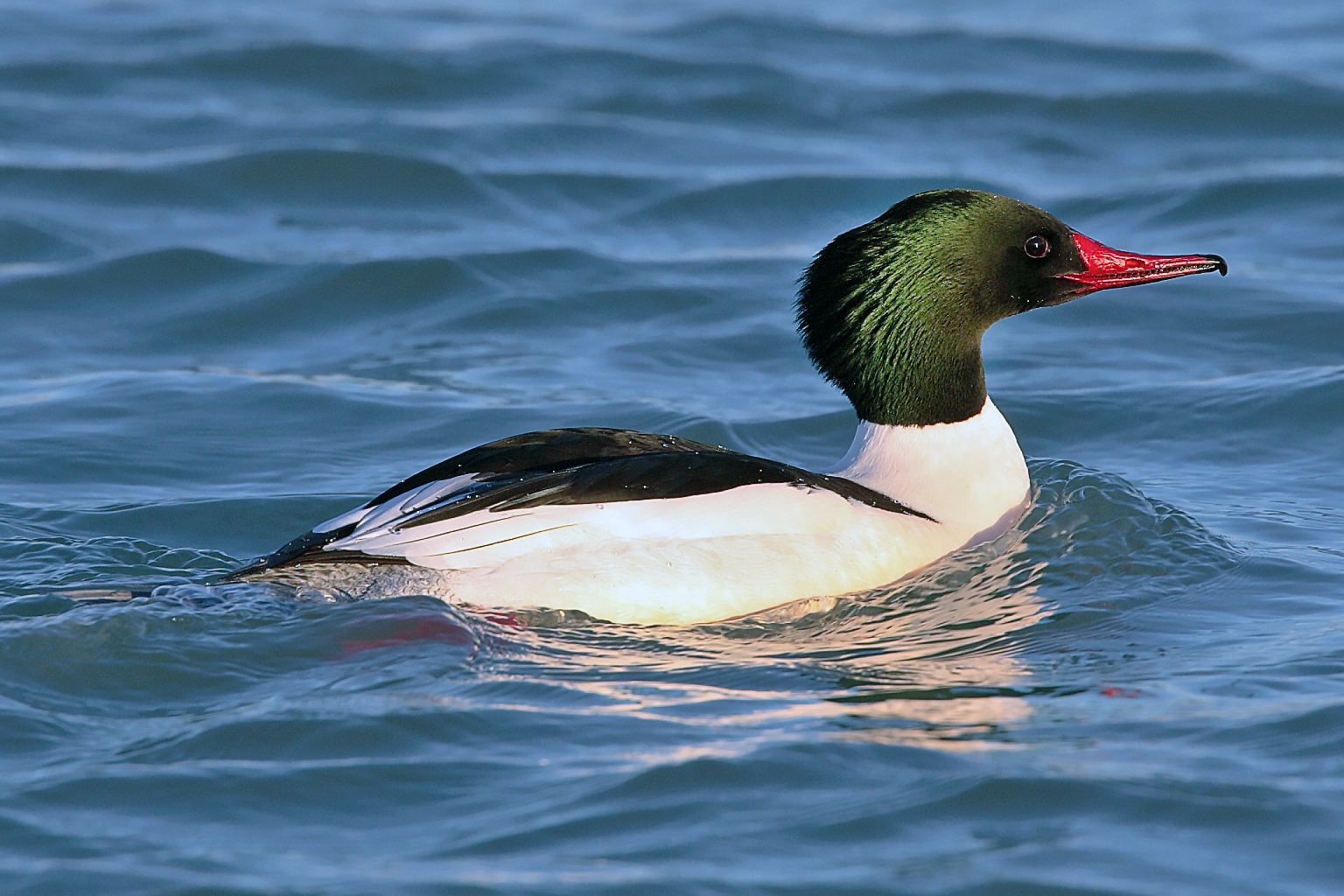
Самець підвиду Mergus merganser americanus

Виділяють три підвиди, що відрізняються за дрібними деталями:
- M. m. merganser Linnaeus, 1758 — північна Європа та північна Азія;
- M. m. orientalis Gould, 1845 (syn. M. m. comatus Salvadori, 1895) — гори Центральної Азії;
- M. m. americanus Cassin, 1852 — Північна Америка.

## Чисельність
Гніздова популяція в Європі оцінена в 47—74 тис. пар, вона поступово скорочується, в Україні гніздиться лише 10—25 пар. Чисельність зимуючих великих крехів в Європі становить понад 150 тис. особин.

## Розмноження

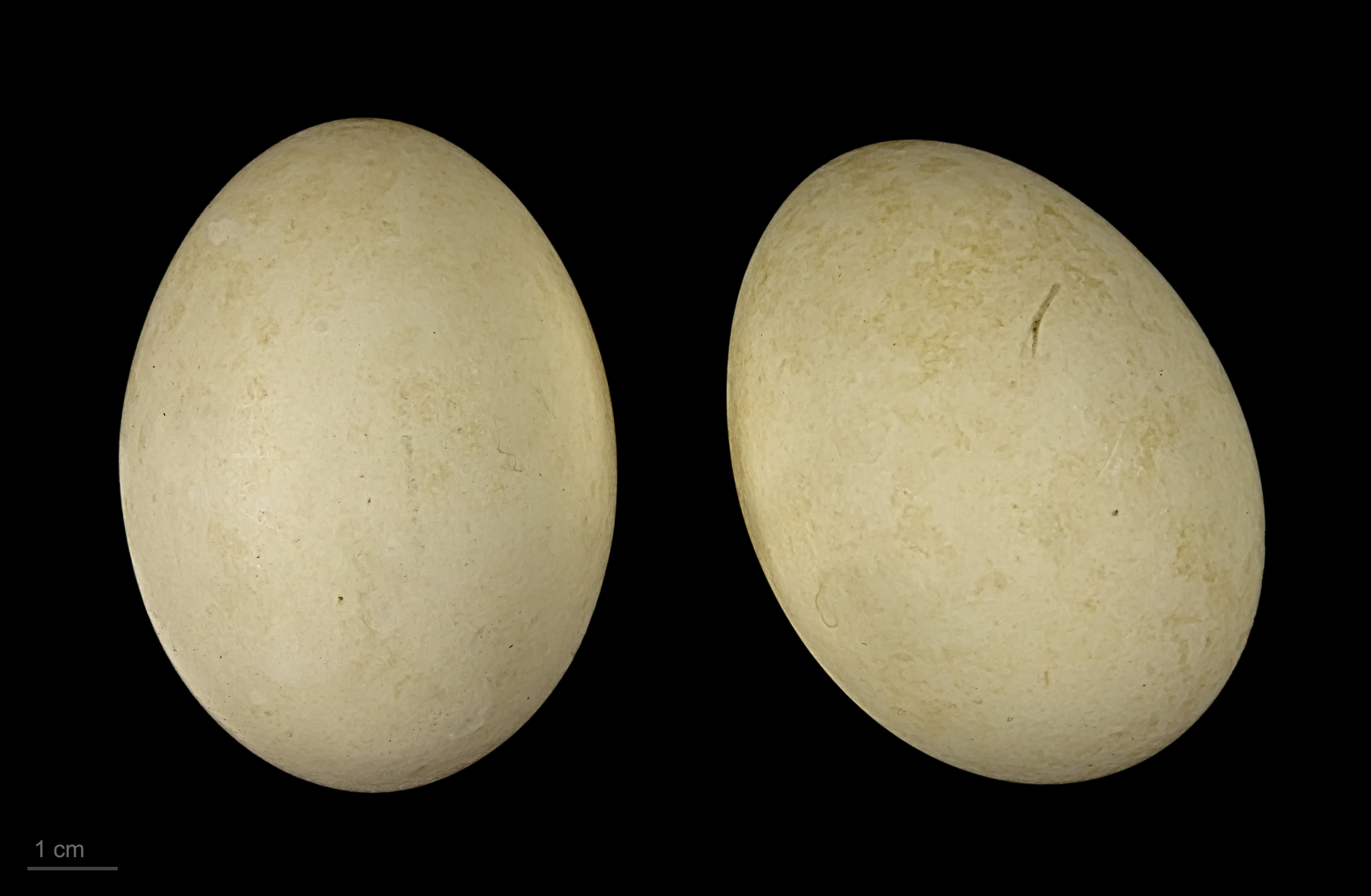
Яйця креха великого — Тулузький музей

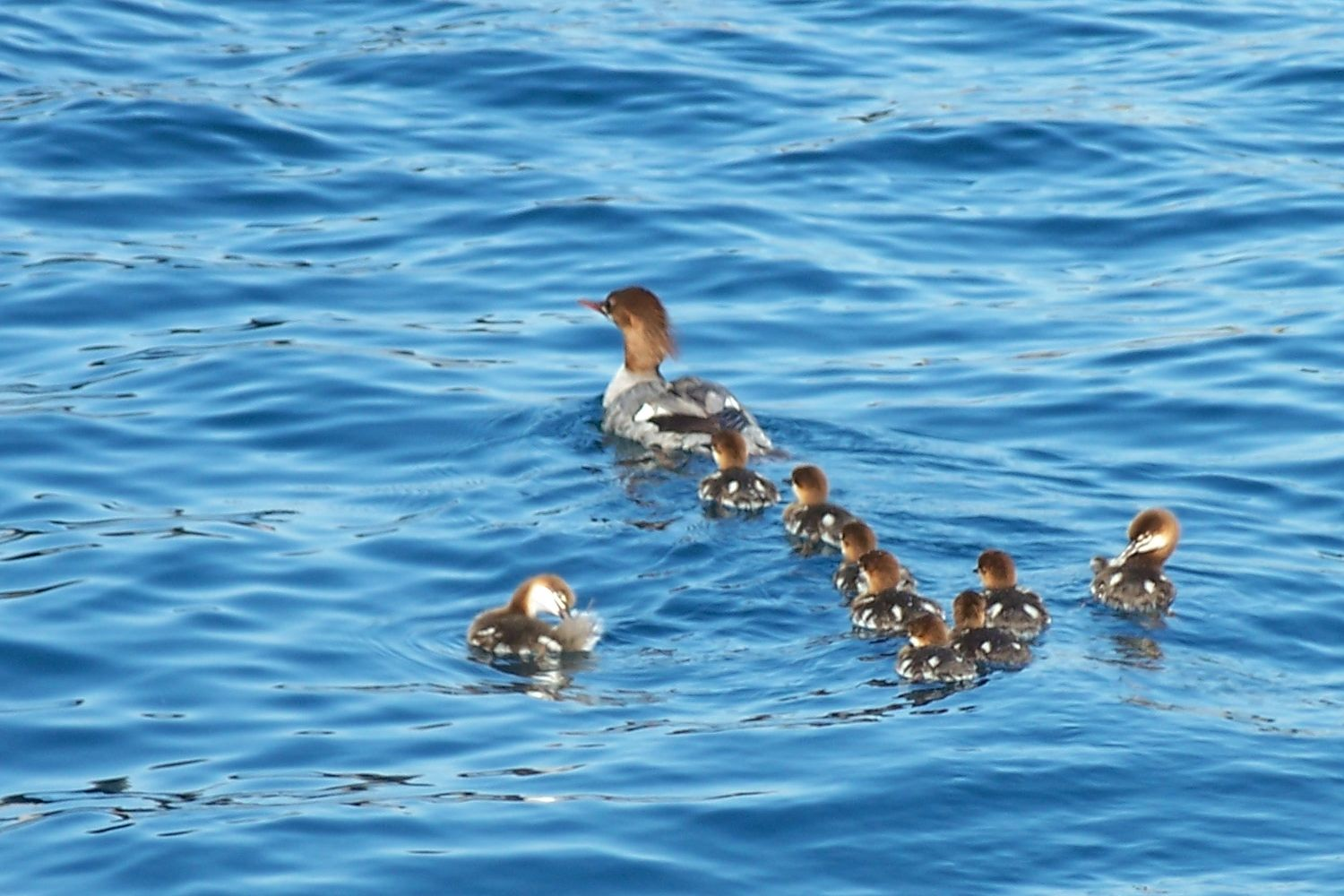
Самка з виводком

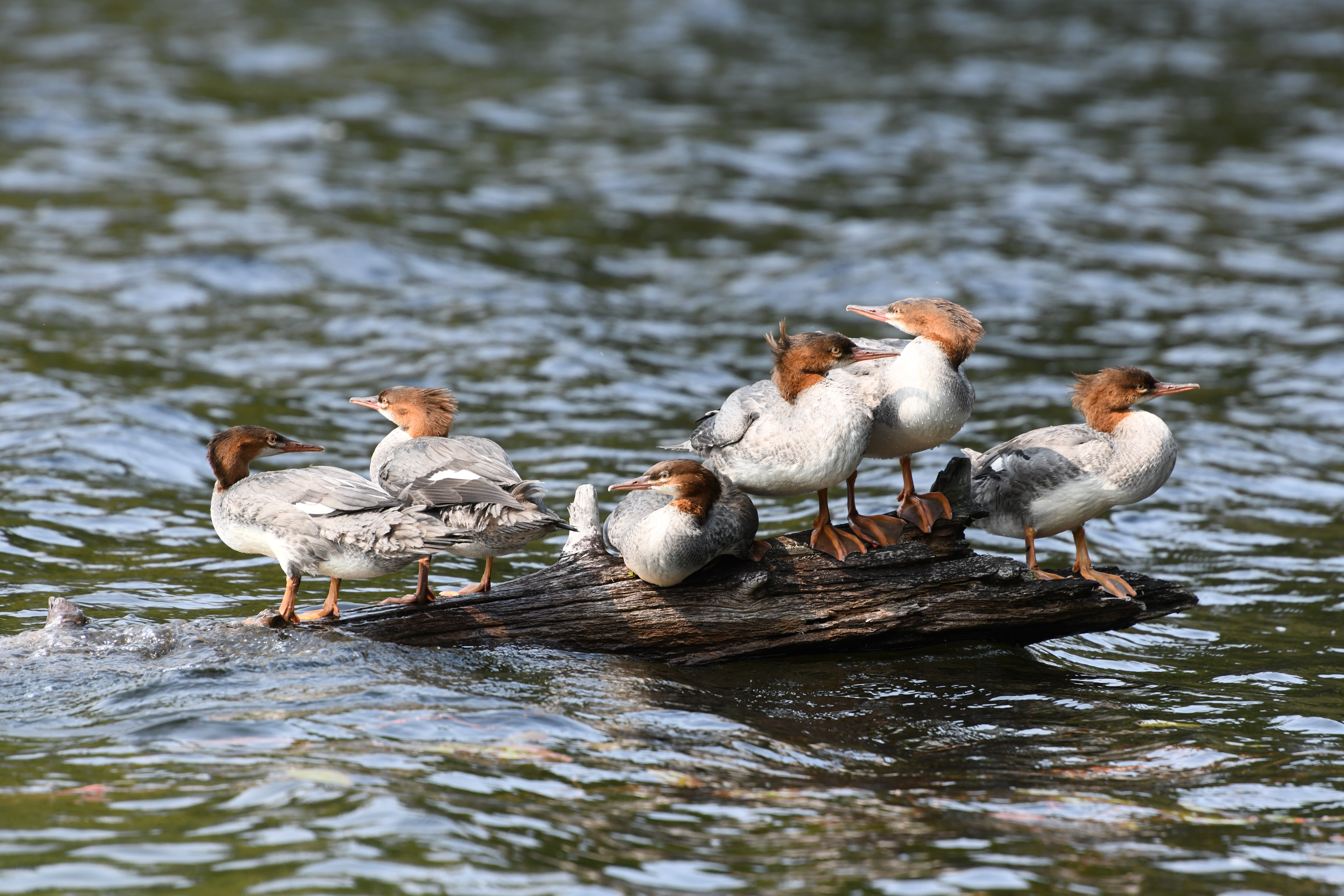
Виводок молодих крехів в Алґонкінському провінційному парку

У гніздовий період населяє прісноводні водойми з лісистими берегами: невеликі незарослі озера з відкритими плесами, водосховища, річки зі швидкою течією.
Статева зрілість настає у віці 2-х років. Пари формуються ще до прильоту на місця гніздування, куди прилітають досить рано. Гнізда влаштовують зазвичай в дуплах дерев, розміщених на відстані не більше 1 км від водойм. Вистилка гнізда складається лише з пуху, який самка висмикує з грудної частини. Кладка зазвичай складається з 8—12 (рідше 6—17) яєць слив очно-білого або окремого кольору. Насиджує самка протягом 30—32 днів. Пташенята виводкові — при вилупленні вкриті рухом — оливково-бурим зверху і білим знизу. Через 1—2 дні після вилуплення вони залишають гніздо і слідують за самкою до водойми. Молоді птахи стають на крило у віці 60—70 днів.

## Живлення
Основу раціону складає риба розміром до 25 см, її видовий склад залежить від доступних риб у даний час у даній місцевості. У невеликій кількості споживає різноманітних водних безхребетних — ракоподібних, молюсків, червів, комах та їхніх личинок. Здобич здобуває під водою, добре пірнає. Під водою плаває за допомогою ніг.